# Стовпи (Березинський район)
Стовпи (біл. вёска Столпы) — село в складі Березинського району Мінської області, Білорусь. Село підпорядковане Погостівській сільській раді, розташоване в східній частині області.